# ヘイロー・オヴ・ブラッド
『ヘイロー・オヴ・ブラッド』（Halo of Blood）は、フィンランドのメロディックデスメタル・バンド、チルドレン・オブ・ボドムが2013年に発表した8作目のスタジオ・アルバム。日本で先行発売された。

## 背景
2012年、チルドレン・オブ・ボドムはデビュー以来籍を置いてきたスパインファーム・レコードを離れてニュークリア・ブラストと契約し、同社がバンドの作品の世界発売権（日本を除く）を得る形となった。また、本作より日本発売元はアヴァロン・レーベルに変更された。バンドの中心人物アレキシ・ライホは、BEYOND THE WATCHによるインタビューにおいて「幾つかの曲は俺達が過去に作ってきた曲と全然違っていて、タイトル曲はバンド史上最速だし、俺達の曲の中で最も遅い"Dead Man's Hand on You"のような曲もある」と語っている。
日本盤ボーナス・トラックのうち「クレイジー・ナイツ」は、LOUDNESSのアルバム『THUNDER IN THE EAST』（1985年）収録曲のカヴァー。また、「スリーピング・イン・マイ・カー」はロクセットが1994年にシングル・ヒットさせた曲のカヴァーで、アナイアレイターのジェフ・ウォーターズがギター・ソロを弾いている。アレキシ・ライホによれば、アルバム本編でもウォーターズをゲストに起用するつもりだったが、スケジュールの都合で実現しなかったという。なお、バンドは本作のためのレコーディング・セッションでバナナラマのカヴァー「クルーエル・サマー」も録音しており、ウォーターズはこの曲にも参加した。

## 反響・評価
母国フィンランドのアルバム・チャートでは4週連続でトップ10入りするが、初登場2位にとどまり1位獲得は逃した。ドイツのアルバム・チャートでは18位を記録し、自身4度目のトップ20入りを果たす。
アメリカでは発売から1週間で8千4百枚を売り上げ、Billboard 200で54位に達し、『ビルボード』のハード・ロック・アルバム・チャートでは7位、インディペンデント・アルバム・チャートでは13位、ロック・アルバム・チャートでは21位を記録した。
Ray Van Horn Jr.はBlabbermouth.netのレビューで10点満点中8.5点を付け「純正なロックやパワーメタルに接近した、近年の路線変更を幾分保ちながらも、バンドは新しいアルバム『ヘイロー・オヴ・ブラッド』において、初期の持ち味であった、ガツガツとしたリフが高速で連射される演奏を復活させている」と評している。

## 収録曲
特記なき楽曲はアレキシ・ライホ作。
1. ウェイスト・オヴ・スキン - Waste of Skin - 4:16
2. ヘイロー・オヴ・ブラッド - Halo of Blood - 3:12
3. スクリーム・フォー・サイレンス - Scream for Silence - 4:10
4. トランスファレンス - Transference - 3:58
5. ボドム・ブルー・ムーン（ザ・セカンド・カミング） - Bodom Blue Moon (The Second Coming) - 4:14
6. デイズ・アー・ナンバード - The Days Are Numbered - 3:41
7. デッド・マンズ・ハンド・オン・ユー - Dead Man's Hand on You - 4:58
8. ダメージド・ビヨンド・リペアー - Damaged Beyond Repair - 4:21
9. オール・トゥイステッド - All Twisted - 4:52
10. ワン・ボトル・アンド・ア・ニー・ディープ - One Bottle and a Knee Deep - 4:05

### 日本盤ボーナス・トラック
1. クレイジー・ナイツ - Crazy Nights - 4:25
  - 作詞：二井原実／作曲：高崎晃
2. スリーピング・イン・マイ・カー - Sleeping in My Car - 3:19
  - 作詞・作曲：ペール・ゲッスル

## 参加ミュージシャン
- アレキシ・ライホ - ボーカル、リードギター
- ローペ・ラトヴァラ - リズムギター
- ヤンネ・ウィルマン - キーボード
- ヘンカ・ブラックスミス - ベース
- ヤスカ・ラーチカイネン - ドラムス

アディショナル・ミュージシャン
- ジェフ・ウォーターズ - ギター(on "Sleeping in My Car")